# Blacus nigricornis
Blacus nigricornis är en stekelart som beskrevs av Haeselbarth 1973. Blacus nigricornis ingår i släktet Blacus och familjen bracksteklar. Arten är reproducerande i Sverige. Inga underarter finns listade.